# Mistrzostwa Świata U-17 w Piłce Nożnej 1991
Mistrzostwa świata do lat 17 w piłce nożnej 1991 odbyły się we Włoszech pomiędzy 16 sierpnia a 31 sierpnia. Mecze w ramach turnieju odbywały się w 6 miastach: Montecatini Terme, Viareggio, Carrara, Massa, Livorno oraz Florencjii. Mogli w nim wziąć udział piłkarze urodzeni po 1 sierpnia 1974.

## Drużyny
| Włochy                       | Gospodarz                                                                |
| Hiszpania                    | 1 i 2 miejsce w Mistrzostwa Europy U-16 w piłce nożnej 1991              |
| Niemcy                       | 1 i 2 miejsce w Mistrzostwa Europy U-16 w piłce nożnej 1991              |
| Ghana                        | 1,2 i 3 miejsce w Mistrzostwa Afryki U-16 w piłce nożnej 1991            |
| Kongo                        | 1,2 i 3 miejsce w Mistrzostwa Afryki U-16 w piłce nożnej 1991            |
| Sudan                        | 1,2 i 3 miejsce w Mistrzostwa Afryki U-16 w piłce nożnej 1991            |
| Chiny                        | 1,2,3 miejsce w Mistrzostwa Azji U-17 w piłce nożnej 1990                |
| Katar                        | 1,2,3 miejsce w Mistrzostwa Azji U-17 w piłce nożnej 1990                |
| Zjednoczone Emiraty Arabskie | 1,2,3 miejsce w Mistrzostwa Azji U-17 w piłce nożnej 1990                |
| Argentyna                    | 1,2,3 miejsce w Mistrzostwa Ameryki Południowej U-17 w piłce nożnej 1991 |
| Brazylia                     | 1,2,3 miejsce w Mistrzostwa Ameryki Południowej U-17 w piłce nożnej 1991 |
| Urugwaj                      | 1,2,3 miejsce w Mistrzostwa Ameryki Południowej U-17 w piłce nożnej 1991 |
| Kuba                         | 1,2,3 miejsce w Mistrzostwa Ameryki Północnej U-17 w piłce nożnej 1991   |
| Meksyk                       | 1,2,3 miejsce w Mistrzostwa Ameryki Północnej U-17 w piłce nożnej 1991   |
| Stany Zjednoczone            | 1,2,3 miejsce w Mistrzostwa Ameryki Północnej U-17 w piłce nożnej 1991   |
| Australia                    | zwycięzca kwalifikacji w strefie Oceanii                                 |

## Grupa A
| Zespół            | Pkt | M | W | R | P | Br+ | Br− | +/− |
| ----------------- | --- | - | - | - | - | --- | --- | --- |
| Stany Zjednoczone | 9   | 3 | 3 | 0 | 0 | 5   | 1   | +4  |
| Argentyna         | 4   | 3 | 1 | 1 | 1 | 2   | 2   | 0   |
| Włochy            | 3   | 3 | 1 | 0 | 2 | 2   | 3   | -1  |
| Chiny             | 1   | 3 | 0 | 1 | 2 | 4   | 7   | -3  |

| 16 sierpnia 1991 | Włochy | 0 – 1 | Stany Zjednoczone · 18' Michael Dunne | Montecatini Terme Widzów: 3200 Sędzia: Ulisses Tavares da Silva |
|                  |        |       |                                       |                                                                 |

| 17 sierpnia 1991 | Chiny · Gao Fei 58' | 1 – 20 – 0 | Argentyna · 50' Juan Sebastian Veron · 77-karny' Ricardo Castellani | Viareggio Widzów: 350 Sędzia: Leif Sundell |
|                  |                     |            |                                                                     |                                            |

| 20 sierpnia 1991 | Włochy · Alessandro Del Piero 30' · Daniele Giraldi 67' | 2 – 21 – 1 | Chiny · 14' Liang Yu · 73' Huang Yi | Viareggio Widzów: 1200 Sędzia: Miguel Angel Salas Castillo |
|                  |                                                         |            |                                     |                                                            |

| 20 sierpnia 1991 | Stany Zjednoczone · Matt McKeon 23' | 1 – 0 | Argentyna | Viareggio Widzów: 1200 Sędzia: Rachid Ben Khadija |
|                  |                                     |       |           |                                                   |

| 22 sierpnia 1991 | Japonia | 0 – 0 | Meksyk | Viareggio Widzów: 2000 Sędzia: Phillippe Leduc |
|                  |         |       |        |                                                |

| 22 sierpnia 1991 | Stany Zjednoczone · Shohn Beachum 6' · Albertin Montoya 37' · Matt McKeon 71' | 3 – 12 – 1 | Chiny · 32' Gao Fei | Viareggio Widzów: 2000 Sędzia: Nizar Watti |
|                  |                                                                               |            |                     |                                            |

## Grupa B
| Zespół    | Pkt | M | W | R | P | Br+ | Br− | +/− |
| --------- | --- | - | - | - | - | --- | --- | --- |
| Australia | 6   | 3 | 2 | 0 | 1 | 6   | 4   | +2  |
| Katar     | 4   | 3 | 1 | 1 | 1 | 1   | 1   | 0   |
| Kongo     | 4   | 3 | 1 | 1 | 1 | 2   | 3   | -1  |
| Meksyk    | 3   | 3 | 1 | 0 | 2 | 5   | 6   | -1  |

| 17 sierpnia 1991 | Kongo | 0 – 0 | Katar | Carrara Widzów: 600 Sędzia: Jorge Osvaldo Orellana Vimos |
|                  |       |       |       |                                                          |

| 18 sierpnia 1991 | Australia · Paul Agostino 5' · Alex Kiratzoglou 17' · Paul Agostino 28' · Paul Agostino 29' | 4 – 34 – 1 | Meksyk · 25' Mario Garza · 69' Jorge Toledano · 74' Jorge Toledano | Carrara Widzów: 500 Sędzia: Lim Kee Chong |
|                  |                                                                                             |            |                                                                    |                                           |

| 20 sierpnia 1991 | Kongo | 0 – 20 – 0 | Australia · 63' Aaron Healey · 74' Alex Kiratzoglou | Carrara Widzów: 200 Sędzia: Letchmanasamy Kathirveloo |
|                  |       |            |                                                     |                                                       |

| 20 sierpnia 1991 | Katar | 0 – 1 | Meksyk · 5' Jorge Toledano | Carrara Widzów: 200 Sędzia: Sabino Farina Cespedes |
|                  |       |       |                            |                                                    |

| 22 sierpnia 1991 | Kongo · Gaston Kibiti 17' · Patrick Tchicaya 31' | 2 – 10 – 0 | Meksyk · 71' Roberto García | Carrara Widzów: 400 Sędzia: Mario van der Ende |
|                  |                                                  |            |                             |                                                |

| 22 sierpnia 1991 | Katar · Jassem Al-Tamimi 76' | 1 – 00 – 0 | Australia | Carrara Widzów: 400 Sędzia: Juan Bava |
|                  |                              |            |           |                                       |

## Grupa C
| Zespół                       | Pkt | M | W | R | P | Br+ | Br− | +/− |
| ---------------------------- | --- | - | - | - | - | --- | --- | --- |
| Brazylia                     | 9   | 3 | 3 | 0 | 0 | 7   | 0   | +7  |
| Niemcy                       | 4   | 3 | 1 | 1 | 1 | 5   | 5   | 0   |
| Sudan                        | 3   | 3 | 1 | 0 | 2 | 5   | 5   | 0   |
| Zjednoczone Emiraty Arabskie | 1   | 3 | 1 | 0 | 2 | 3   | 10  | -7  |

| 17 sierpnia 1991 | Sudan · Nemairi Saeed 34' · Ibrahim Hussein 36' · Mohamed Ahmed 37' · Khalid El Mustafa 47' | 4 – 13 – 0 | Zjednoczone Emiraty Arabskie · 59' Adel Mohamed | Massa Widzów: 250 Sędzia: Arlington Success |
|                  |                                                                                             |            |                                                 |                                             |

| 18 sierpnia 1991 | Niemcy | 0 – 2 | Brazylia · 19' Argel · 38' Adriano | Massa Widzów: 800 Sędzia: Fabio Baldas |
|                  |        |       |                                    |                                        |

| 20 sierpnia 1991 | Sudan · Mohamed Ahmed 78' | 1 – 30 – 0 | Niemcy · 48' Jens Sarna · 62' Goya Jaekel · 75' Goya Jaekel | Massa Widzów: 200 Sędzia: Angelo Amendolia |
|                  |                           |            |                                                             |                                            |

| 20 sierpnia 1991 | Zjednoczone Emiraty Arabskie | 0 – 40 – 0 | Brazylia · 20' Yan · 26' Nenê · 58' Adriano · 62' Adriano | Massa Widzów: 200 Sędzia: Jan Damgaard |
|                  |                              |            |                                                           |                                        |

| 22 sierpnia 1991 | Sudan | 0 – 10 – 0 | Brazylia · 73' Adriano | Massa Widzów: 500 Sędzia: Angelo Amendolia |
|                  |       |            |                        |                                            |

| 22 sierpnia 1991 | Zjednoczone Emiraty Arabskie · Ali Abdulrahman 12-karny' · Jamal Ibrahim 44' | 2 – 21 – 1 | Niemcy · 08' Karl-Heinz Lutz · 51' Jens Sarna | Massa Widzów: 500 Sędzia: Jorge Osvaldo Orellana Vimos |
|                  |                                                                              |            |                                               |                                                        |

## Grupa D
| Zespół    | Pkt | M | W | R | P | Br+ | Br− | +/− |
| --------- | --- | - | - | - | - | --- | --- | --- |
| Hiszpania | 7   | 3 | 2 | 1 | 0 | 9   | 3   | +6  |
| Ghana     | 7   | 3 | 2 | 1 | 0 | 5   | 2   | +3  |
| Urugwaj   | 3   | 3 | 1 | 0 | 2 | 1   | 3   | -2  |
| Kuba      | 0   | 3 | 0 | 0 | 3 | 3   | 10  | -7  |

| 17 sierpnia 1991 | Ghana · Nii Lamptey 8' · Nii Lamptey 51-karny' | 2 – 11 – 1 | Kuba · 26' Vladimir Sánchez | Livorno Widzów: 1500 Sędzia: Omar Al-Mohanna |
|                  |                                                |            |                             |                                              |

| 18 sierpnia 1991 | Urugwaj | 0 – 10 – 0 | Hiszpania · 26' Dani García | Livorno Widzów: 1400 Sędzia: Nizar Watti |
|                  |         |            |                             |                                          |

| 20 sierpnia 1991 | Ghana · Mohammed Gargo 36' · Nii Lamptey 52' | 2 – 01 – 0 | Urugwaj | Livorno Widzów: 1300 Sędzia: Errol Forbes |
|                  |                                              |            |         |                                           |

| 20 sierpnia 1991 | Kuba · 56' Luís Marten · 66' Eliezer Casamayor | 2 – 70 – 3 | Hiszpania · 5' Antonio Robaina · 13' Emilio Carrasco · 23' Antonio Robaina · 43' Juan Carlos Murgui · 52' Pedro Velasco Morón · 58' César Palacios · 74' Ramón González Expósito | Livorno Widzów: 1300 Sędzia: Fabio Baldas |
|                  |                                                |            | |                                           |

| 22 sierpnia 1991 | Ghana · Nana Opoku 42' | 1 – 10 – 0 | Hiszpania · 62' José Gálvez Estévez | Livorno Widzów: 1300 Sędzia: Ulisses Tavares da Silva |
|                  |                        |            |                                     |                                                       |

| 22 sierpnia 1991 | Kuba | 0 – 1 | Urugwaj · 72' Luis Diego López | Livorno Widzów: 1300 Sędzia: Lim Kee Chong |
|                  |      |       |                                |                                            |

## Ćwierćfinał
| 25 sierpnia 1991 | Stany Zjednoczone · Brian Kelly 3' | 1 – 1 k. 4:50 – 0 | Katar · 56' Ahmed Bu | Montecatini Terme Widzów: 2000 Sędzia: Jorge Orellano |
|                  |                                    |                   |                      |                                                       |

| 25 sierpnia 1991 | Australia · Juan Azconzabal 75-samobójczy' | 1 – 20 – 1 | Argentyna · 29 karny' Ruben Comelles · 55' Ruben Comelles | Viareggio Widzów: 1100 Sędzia: Fabio Baldas |
|                  |                                            |            |                                                           |                                             |

| 25 sierpnia 1991 | Brazylia · Leandro 42' | 1 – 20 – 1 | Ghana · 36 karny' Nii Lamptey · 58' Mohammed Gargo | Carrara Widzów: 1200 Sędzia: Leif Sundell |
|                  |                        |            |                                                    |                                           |

| 25 sierpnia 1991 | Hiszpania · Juan Carlos Murgui 59' · Antonio Robaina 72' · Josemi López 80' | 3 – 10 – 1 | Niemcy · 15' Christoph Babatz | Livorno Widzów: 1100 Sędzia: Nizar Watti |
|                  |                                                                             |            |                               |                                          |

## Półfinał
| 28 sierpnia 1991 | Katar | 0 – 0 k. 2:40 – 0 | Ghana | Viareggio Widzów: 1200 Sędzia: Fabio Baldas |
|                  |       |                   |       |                                             |

| 28 sierpnia 1991 | Argentyna | 0 – 1 | Hiszpania · 22' Juan Carlos Murgui | Massa Widzów: 1100 Sędzia: Jan Damgaard |
|                  |           |       |                                    |                                         |

## Mecz o trzecie miejsce
| 30 sierpnia 1991 | Katar · Mohamed Al-Bedaid 60' | 1 – 1 k. 1:40 – 0 | Argentyna · 80' Christian Akselman | Montecatini Terme Widzów: 1500 Sędzia: Mario van der Ende |
|                  |                               |                   |                                    |                                                           |

## Finał
| 31 sierpnia 1991 | Ghana · Emmanuel Duah 77' | 1 – 00 – 0 | Hiszpania | Florencja Widzów: 5000 Sędzia: Leif Sundell |
|                  |                           |            |           |                                             |

## Klasyfikacja strzelców
| Zespół    | Zawodnik        | Gole |
| --------- | --------------- | ---- |
| Brazylia  | Adriano         | 4    |
| Ghana     | Nii Lamptey     | 4    |
| Hiszpania | Antonio Robaina | 3    |
| Australia | Paul Agostino   | 3    |
| Meksyk    | Jorge Toledano  | 3    |

## Inne
- Argentyna otrzymała nagrodę fair-play turnieju.